# Cuore vivo
Cuore vivo è il 29º album in studio dei Nomadi, pubblicato il 7 giugno 2011.

## Descrizione
Il disco è una raccolta di brani del gruppo degli anni 1967-1977, reinterpretati in chiave moderna, con l'aggiunta di due inediti.
Si tratta dell'ultimo album pubblicato con la presenza di Danilo Sacco come componente dei Nomadi; il cantante, infatti, lascia il gruppo alcuni mesi più tardi, alla fine di dicembre 2011. Da notare come questo disco sia quello in cui Sacco canta di meno rispetto a tutti i precedenti.

## Tracce
1. Toccami il cuore (Laura Trentacarlini, Beppe Carletti, Massimo Vecchi, Lorella Cerquetti) (Inedito) – 4:22
2. Non dimenticarti di me (Mogol, Mario Lavezzi) – 3:38
3. Un figlio dei fiori non pensa al domani (Francesco Guccini) – 2:59
4. Isola ideale (Carlo Alberto Contini, Beppe Carletti) – 4:33
5. Cosa cerchi da te (Laura Trentacarlini, Beppe Carletti, Massimo Vecchi, Lorella Cerquetti) (Inedito) – 5:01
6. Noi (Francesco Guccini, Mansueto Deponti) – 3:23
7. Un po' di me (Luigi Albertelli/Beppe Carletti) – 4:24
8. La storia (Carlo Alberto Contini, Beppe Carletti) – 3:40
9. Mamma giustizia (Iaia Fiastri/Riz Ortolani) – 5:31
10. Fatti miei (Alberto Salerno/Bruno Tavernese) – 3:25

## Formazione
- Danilo Sacco – voce, chitarra
- Beppe Carletti – tastiere
- Cico Falzone – chitarra
- Massimo Vecchi – basso, voce
- Daniele Campani – batteria
- Sergio Reggioli – violino

## Classifiche
| Paese  | Posizione raggiunta |
| ------ | ------------------- |
| Italia | 3                   |